# Ferrocarril Chihuahua al Pacífico
| El Chepe nahe Divisadero (2017) |                      |                                                                                         |                                                                                         |
| |                      |                                                                                         |                                                                                         |
| Kursbuchstrecke: | Q                    |                                                                                         |                                                                                         |
| Streckenlänge: | 941,3 km             |                                                                                         |                                                                                         |
| Spurweite: | 1435 mm (Normalspur) |                                                                                         |                                                                                         |
| |                      |                                                                                         |                                                                                         |
| \| \| \| South Orient Rail Line von Presidio \| \| \| \| \| \| \| \| \| \| Rio Grande, Staatsgrenze USA–Mexiko (Presidio–Ojinaga International Rail Bridge[1], 242 m) \| \| \| \| \| \| \| \| \| 0 \| Ojinaga \| 800 m \| \| \| 127 \| Río Conchos (262 m) \| Río Conchos (262 m) \| \| \| 128 \| Falomir \| Falomir \| \| \| 192 \| MEX 16 \| MEX 16 \| \| \| 235 \| MEX 16 \| MEX 16 \| \| \| 239 \| MEX 16 \| MEX 16 \| \| \| 240 \| Brücke (166 m) \| Brücke (166 m) \| \| \| 250 \| MEX 45D \| MEX 45D \| \| \| 262 \| Strecke A von Mexiko-Stadt nach Ciudad Juárez \| Strecke A von Mexiko-Stadt nach Ciudad Juárez \| \| \| 268 \| Chihuahua Chepe \| 1420 m \| \| \| 306 \| MEX 16 \| MEX 16 \| \| \| 401 \| Cuauhtémoc \| 2060 m \| \| \| 452 \| La Junta \| 2065 m \| \| \| 452 \| ehem. Strecke QA \| ehem. Strecke QA \| \| \| 469 \| MEX 16 \| MEX 16 \| \| \| 472 \| Papigochi (110 m) \| Papigochi (110 m) \| \| \| 533 \| San Juanito \| 2410 m \| \| \| 561,8 \| Tunnel No. 4 (1260 m) \| Tunnel No. 4 (1260 m) \| \| \| 564 \| Creel \| 2240 m \| \| \| 583 \| Los Ojitos (Kontinentale Wasserscheide) \| 2420 m \| \| \| 592 \| Kreiskehrschleife „El Laso“ \| Kreiskehrschleife „El Laso“ \| \| \| 602 \| Pitorreal \| Pitorreal \| \| \| 622 \| Divisadero Teleférico Barranca del Cobre \| 2240 m \| \| \| 626 \| Posada Barrancas \| Posada Barrancas \| \| \| 637 \| San Rafael \| 2206 m \| \| \| 640 \| Brücke (205 m) \| Brücke (205 m) \| \| \| 651 \| Brücke (147 m) \| Brücke (147 m) \| \| \| 652 \| Brücke „La Laja“ (155 m) \| Brücke „La Laja“ (155 m) \| \| \| 656 \| Brücke (147 m) \| Brücke (147 m) \| \| \| 661 \| Brücke (154 m) \| Brücke (154 m) \| \| \| 662 \| Cuiteco \| Cuiteco \| \| \| 669 \| Bahuichivo \| Bahuichivo \| \| \| 702 \| Tunnel No. 46 (1270 m) \| Tunnel No. 46 (1270 m) \| \| \| 704,8 \| Tunnel No. 49 „La Pera“ (937 m) \| Tunnel No. 49 „La Pera“ (937 m) \| \| \| 708 \| Témoris \| 1421 m \| \| \| 709 \| Río la Plata (214 m) \| Río la Plata (214 m) \| \| \| 748 \| Río Chinipas (310 m) \| Río Chinipas (310 m) \| \| \| 754.6 \| Tunnel No. 86 „El Descanso“ (1838 m) \| Tunnel No. 86 „El Descanso“ (1838 m) \| \| \| 779 \| Río El Fuerte (Brücke „Agua Caliente“, 499 m) \| Río El Fuerte (Brücke „Agua Caliente“, 499 m) \| \| \| 790,3 \| Loreto \| 300 m \| \| \| 839 \| El Fuerte \| 95 m \| \| \| 875 \| Strecke T nach Nogales \| Strecke T nach Nogales \| \| \| 882 \| El Sufragio \| El Sufragio \| \| \| 884 \| Strecke T von Mazatlán \| Strecke T von Mazatlán \| \| \| \| \| \| \| \| 916 \| MEX 15 \| MEX 15 \| \| \| 921 \| Los Mochis \| 12 m \| \| \| 941,3 \| Topolobampo Fähre nach La Paz \| Topolobampo Fähre nach La Paz \| \| \| \| Pazifik \| \| |                      |                                                                                         |                                                                                         |
| Strecke |                      | South Orient Rail Line von Presidio                                                     | South Orient Rail Line von Presidio                                                     |
| |                      |                                                                                         |                                                                                         |
| Grenze auf Brücke über Wasserlauf (Strecke außer Betrieb) |                      | Rio Grande, Staatsgrenze USA–Mexiko (Presidio–Ojinaga International Rail Bridge, 242 m) | Rio Grande, Staatsgrenze USA–Mexiko (Presidio–Ojinaga International Rail Bridge, 242 m) |
| |                      |                                                                                         |                                                                                         |
| Dienststation / Betriebs- oder Güterbahnhof | 0                    | Ojinaga                                                                                 | 800 m                                                                                   |
| Brücke über Wasserlauf | 127                  | Río Conchos (262 m)                                                                     | Río Conchos (262 m)                                                                     |
| ehemaliger Haltepunkt / Haltestelle | 128                  | Falomir                                                                                 | Falomir                                                                                 |
| Bahnübergang | 192                  | MEX 16                                                                                  | MEX 16                                                                                  |
| Bahnübergang | 235                  | MEX 16                                                                                  | MEX 16                                                                                  |
| Bahnübergang | 239                  | MEX 16                                                                                  | MEX 16                                                                                  |
| Brücke | 240                  | Brücke (166 m)                                                                          | Brücke (166 m)                                                                          |
| Strecke mit Straßenbrücke | 250                  | MEX 45D                                                                                 | MEX 45D                                                                                 |
| Kreuzung links (Strecke geradeaus außer Betrieb) | 262                  | Strecke A von Mexiko-Stadt nach Ciudad Juárez                                           | Strecke A von Mexiko-Stadt nach Ciudad Juárez                                           |
| Kopfbahnhof Streckenanfang und quer · Abzweig geradeaus, nach rechts und von rechts | 268                  | Chihuahua Chepe                                                                         | 1420 m                                                                                  |
| Strecke mit Straßenbrücke | 306                  | MEX 16                                                                                  | MEX 16                                                                                  |
| Bahnhof | 401                  | Cuauhtémoc                                                                              | 2060 m                                                                                  |
| Bahnhof | 452                  | La Junta                                                                                | 2065 m                                                                                  |
| Abzweig geradeaus, ehemals nach rechts und ehemals von rechts | 452                  | ehem. Strecke QA                                                                        | ehem. Strecke QA                                                                        |
| Strecke mit Straßenbrücke | 469                  | MEX 16                                                                                  | MEX 16                                                                                  |
| Brücke über Wasserlauf | 472                  | Papigochi (110 m)                                                                       | Papigochi (110 m)                                                                       |
| Bahnhof | 533                  | San Juanito                                                                             | 2410 m                                                                                  |
| Tunnel | 561,8                | Tunnel No. 4 (1260 m)                                                                   | Tunnel No. 4 (1260 m)                                                                   |
| Bahnhof | 564                  | Creel                                                                                   | 2240 m                                                                                  |
| Strecke | 583                  | Los Ojitos (Kontinentale Wasserscheide)                                                 | 2420 m                                                                                  |
| Strecke von rechts und von rechts | 592                  | Kreiskehrschleife „El Laso“                                                             | Kreiskehrschleife „El Laso“                                                             |
| Bahnhof | 602                  | Pitorreal                                                                               | Pitorreal                                                                               |
| Haltepunkt / Haltestelle | 622                  | Divisadero Teleférico Barranca del Cobre                                                | 2240 m                                                                                  |
| Haltepunkt / Haltestelle | 626                  | Posada Barrancas                                                                        | Posada Barrancas                                                                        |
| Bahnhof | 637                  | San Rafael                                                                              | 2206 m                                                                                  |
| Brücke über Wasserlauf | 640                  | Brücke (205 m)                                                                          | Brücke (205 m)                                                                          |
| Brücke | 651                  | Brücke (147 m)                                                                          | Brücke (147 m)                                                                          |
| Brücke | 652                  | Brücke „La Laja“ (155 m)                                                                | Brücke „La Laja“ (155 m)                                                                |
| Brücke | 656                  | Brücke (147 m)                                                                          | Brücke (147 m)                                                                          |
| Brücke über Wasserlauf | 661                  | Brücke (154 m)                                                                          | Brücke (154 m)                                                                          |
| Bahnhof | 662                  | Cuiteco                                                                                 | Cuiteco                                                                                 |
| Bahnhof | 669                  | Bahuichivo                                                                              | Bahuichivo                                                                              |
| Tunnel | 702                  | Tunnel No. 46 (1270 m)                                                                  | Tunnel No. 46 (1270 m)                                                                  |
| Tunnel | 704,8                | Tunnel No. 49 „La Pera“ (937 m)                                                         | Tunnel No. 49 „La Pera“ (937 m)                                                         |
| Bahnhof | 708                  | Témoris                                                                                 | 1421 m                                                                                  |
| Brücke über Wasserlauf | 709                  | Río la Plata (214 m)                                                                    | Río la Plata (214 m)                                                                    |
| Brücke über Wasserlauf | 748                  | Río Chinipas (310 m)                                                                    | Río Chinipas (310 m)                                                                    |
| Tunnel | 754.6                | Tunnel No. 86 „El Descanso“ (1838 m)                                                    | Tunnel No. 86 „El Descanso“ (1838 m)                                                    |
| Brücke über Wasserlauf | 779                  | Río El Fuerte (Brücke „Agua Caliente“, 499 m)                                           | Río El Fuerte (Brücke „Agua Caliente“, 499 m)                                           |
| Haltepunkt / Haltestelle | 790,3                | Loreto                                                                                  | 300 m                                                                                   |
| Bahnhof | 839                  | El Fuerte                                                                               | 95 m                                                                                    |
| Abzweig geradeaus und von rechts | 875                  | Strecke T nach Nogales                                                                  | Strecke T nach Nogales                                                                  |
| Bahnhof | 882                  | El Sufragio                                                                             | El Sufragio                                                                             |
| Strecke von links · Abzweig geradeaus und nach rechts | 884                  | Strecke T von Mazatlán                                                                  | Strecke T von Mazatlán                                                                  |
| Strecke nach links · Kreuzung geradeaus oben |                      |                                                                                         |                                                                                         |
| Strecke mit Straßenbrücke | 916                  | MEX 15                                                                                  | MEX 15                                                                                  |
| Bahnhof | 921                  | Los Mochis                                                                              | 12 m                                                                                    |
| Betriebs-/Güterbahnhof Streckenende | 941,3                | Topolobampo Fähre nach La Paz                                                           | Topolobampo Fähre nach La Paz                                                           |
| |                      | Pazifik                                                                                 |                                                                                         |

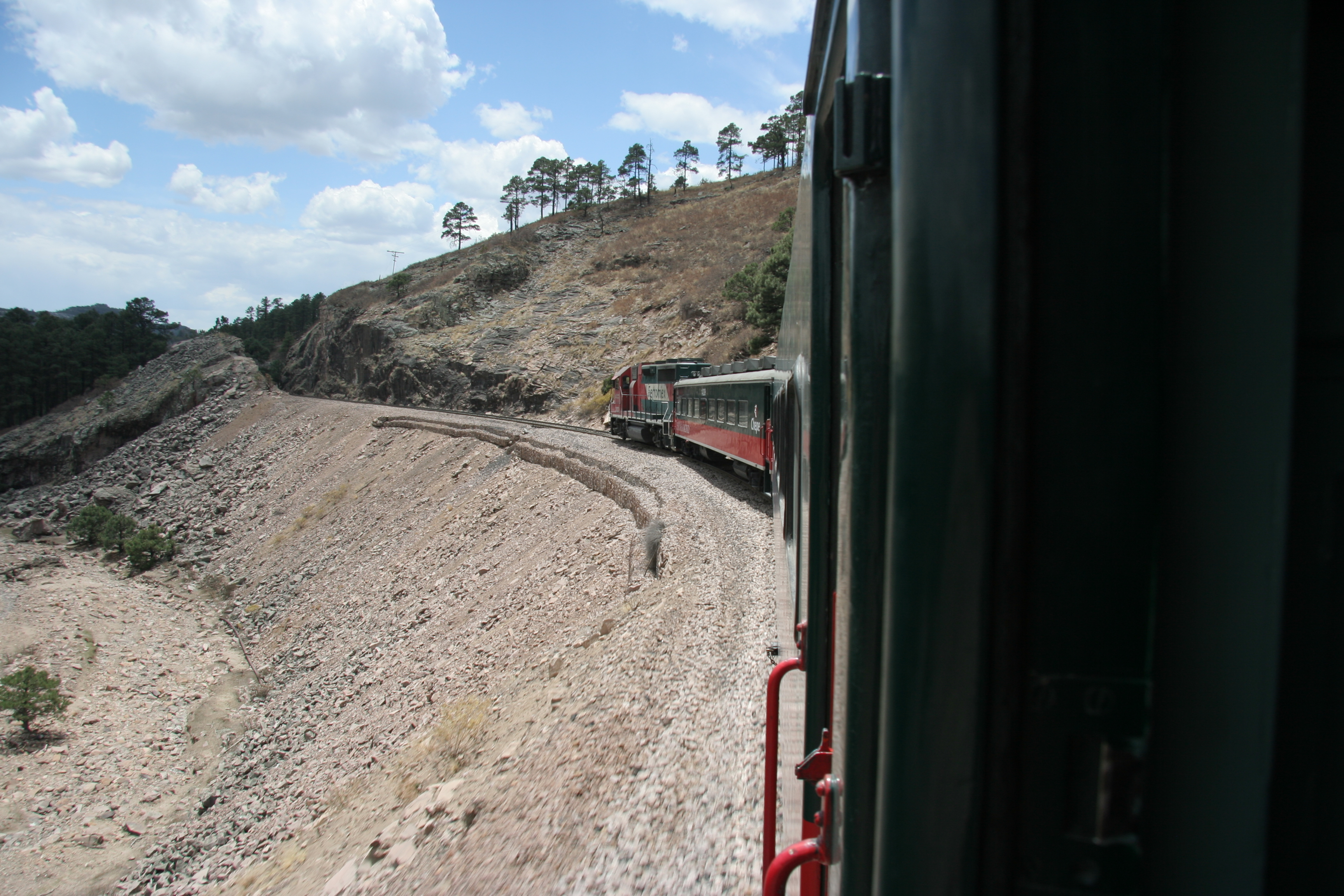
El Chepe

Der Ferrocarril Chihuahua al Pacífico (abgekürzt ChP, daher häufig Chepe genannt) ist eine Eisenbahnstrecke  sowie eine ehemalige Eisenbahngesellschaft in Mexiko. Die Strecke ist eingleisig, nicht elektrifiziert und gilt als eine der spektakulärsten Eisenbahnstrecken der Welt.

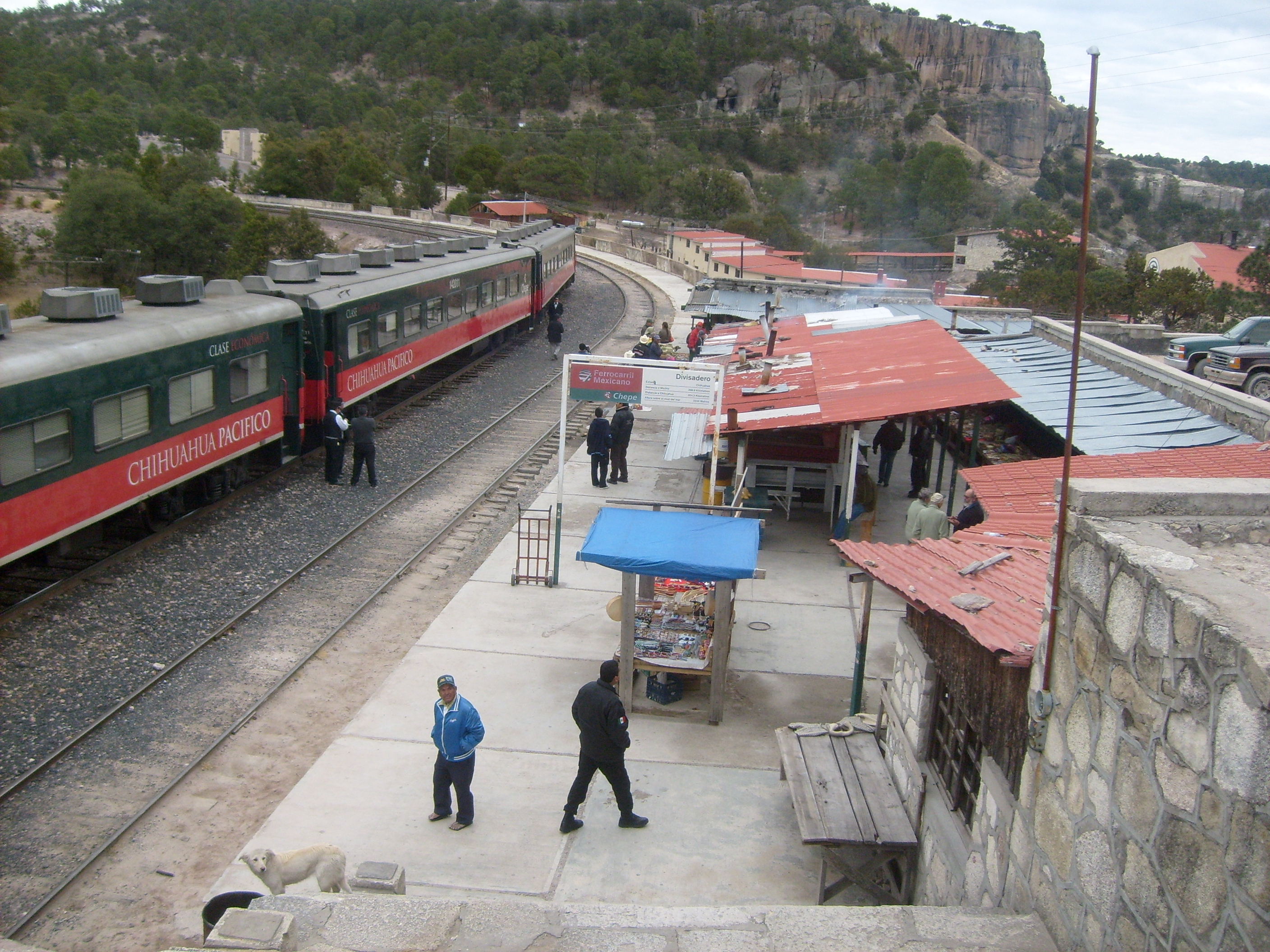
El Chepe im Bahnhof Divisadero

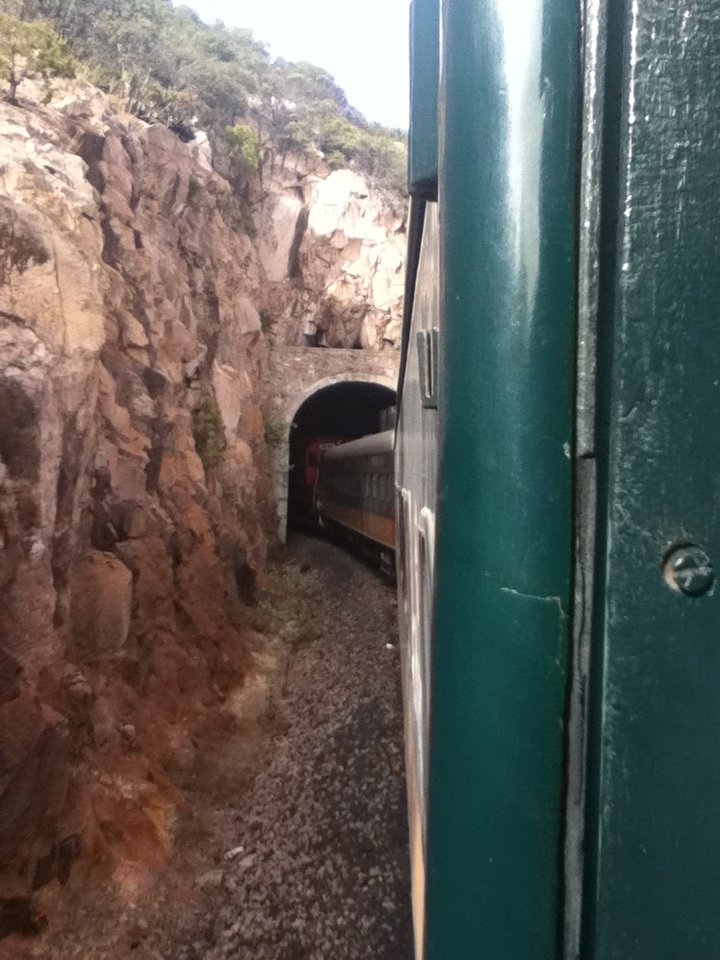
Einfahrt in einen Tunnel

## Geschichte
Die Eisenbahnstrecke wurde zwischen 1861 und 1961 für den Güterverkehr gebaut, um Mais, Getreide und Kupfer zu den Häfen zu transportieren. Betreiber waren zunächst die Kansas City, Mexico and Orient Railway auf dem Abschnitt von Topolobampo nach San Pedro en Sinaloa und der Ferrocarril Noroeste, dessen Strecke von Osten kommend in Creel endete. Der topografisch schwierige Abschnitt zwischen San Pedro und Creel wurde erst im Jahr 1961 fertiggestellt. Zu diesem Zeitpunkt vereinigten sich die beiden, 1940 verstaatlichten Bahngesellschaften zum Ferrocarril Chihuahua al Pacífico und nahmen den Reiseverkehr auf. Seit 1998 gehört die Strecke zum Netz des privaten Betreibers Ferromex. Neben den Güterzügen wird sie vom  Reisezug El Chepe befahren, der von Los Mochis im Bundesstaat Sinaloa in rund neunstündiger Fahrt nach Creel und zurück verkehrt.

## Streckenverlauf
Von der Hafenstadt Topolobampo an der Pazifikküste führt die Strecke über Los Mochis nach El Fuerte und schlängelt sich dann durch die zerklüfteten Felsen der Sierra Madre Occidental, vorbei an schwindelerregend tiefen Schluchten und bizarren Felsformationen. Über viele Brücken und durch zahlreiche Tunnel wird ein Höhenunterschied von 2400 m bewältigt. Während der mehrere Stunden dauernden Reise durchfährt der Zug verschiedene Landschafts- und Vegetationsformen: die Pazifikküste mit ihrem subtropischen Klima genauso wie kühle Bergregionen und Kakteensteppen.
Zwischen Bahuichivo und Temoris weist die Strecke 37 Brücken mit einer Gesamtlänge von 3,6 km auf, von denen der Puente Fuerte mit 498,8 m die längste ist. Die 87 Tunnel sind insgesamt mehr als 17 km lang. Steigungen, in den Berg gebaute Kehren und Spiralschleifen führen immer höher hinauf, bis schließlich bei Los Ojitos, zwischen den Stationen Divisadero und Creel, auf 2420 m der höchste Punkt der 653 km langen Strecke erreicht ist. Von dort geht es etappenweise wieder abwärts in Richtung Chihuahua.
Zu den Attraktionen der Strecke zählt unter anderem El Descanso, der mit über 1800 m längste Tunnel der Strecke. Bei Kilometer 622 (von Ojinaga, dem östlich gelegenen Grenzpunkt zu den Vereinigten Staaten aus gemessen) erreicht der Zug die Station Divisadero, den topografischen Höhepunkt der Strecke. Von dort, wie auch danach von Creel, hat man einen Blick in die 1759 m tiefe  Kupferschlucht (Barranca del Cobre).

## Betrieb
Der Ferrocarril Chihuahua al Pacífico verkehrt auf dem südlichen Abschnitt der mexikanischen Strecke Q.
Es bestehen zwei Angebote:
- Chepe Regional mit nur einer Wagenklasse Turista, der alle 15 Stationen sowie mehr als 50 Bedarfshaltestellen auf der 673 Kilometer langen Strecke zwischen Chihuahua und Los Mochis bedient. Morgens um 6 Uhr Ortszeit startet jeweils dienstags und samstags ein Zug in Chihuahua sowie an Mittwochen und Sonntagen einer in Los Mochis, die Fahrzeit beträgt jeweils 15,5 Stunden. Der Fahrpreis für die Gesamtstrecke beträgt 3.604 Pesos, umgerechnet rund 156 Euro.[4]
- Chepe Express ist der vornehmlich touristische Zug mit den drei Wagenklassen Primera, Ejecutiva und Turista, der nur die 357 Kilometer zwischen Los Mochis und Creel sowie die drei Stationen El Fuerte, Bahuichivo und Divisadero bedient. Ein Zug startet montags, donnerstags und samstags um 7 Uhr Ortszeit in Los Mochito, während der Gegenzug um 8 Uhr Ortszeit am Dienstag, Freitag und Sonntag abfährt. Mittwochs ist somit kein Express-Betrieb, die Fahrzeit beträgt in beiden Richtungen jeweils gut neuneinhalb Stunden.[5] Eine Fahrkarte kostet in der Wagenklasse Turista für die einfache Fahrt 3.300 Pesos sowie für Hin- und Rückfahrt 4.600 Pesos, umgerechnet 143 bzw. 199 Euro. In der Ersten Klasse werden 6.500 bzw. 8.500 Pesos aufgerufen.[6]